# Saint-Gelven
Saint-Gelven korábbi község Franciaországban, Côtes-d’Armor megyében. Lakosainak száma 324 fő (2018. január 1.). Saint-Gelven Saint-Aignan, Sainte-Brigitte, Caurel, Laniscat, Perret, Plussulien és Saint-Mayeux községekkel határos.
2017. január 1-jén Laniscat és Perret korábbi községgel egyesült és az így létrejött Bon Repos sur Blavet új község része lett.

## Népesség
A település népessége az elmúlt években az alábbi módon változott:
| Lakosok száma | 456  | 436  | 332  | 318  | 295  | 318  | 319  | 319  | 326  | 324  |
|               | 1968 | 1975 | 1982 | 1990 | 1999 | 2011 | 2013 | 2015 | 2017 | 2018 |